# 모량천
모량천은 모량개 마을 중앙을 지나가는 하천이다. 지금은 배수관 속으로 흐른다. 배수관 속으로 모량천이 들어가는 것을 막기위해 모량개 마을 주민들이 모량천 유지 시위를 했지만 막지 못했다.
모량천은 마산만으로 흘러들어간다.